# چگالی

یک استوانه مُدرج حاوی مایعات مختلف با چگالی‌های متفاوت

چگالی یعنی نسبت جرم به حجم . چگالی(در فارسی ایران)، یا دِنسیته (به انگلیسی: Density) (که به آن چگالی جرم حجمی یا جرم ویژه نیز می‌گویند) جرم یک ماده به ازای حجم واحد آن است. یا به عبارت دیگر جرم یک متر مکعب از یک جسم را گویند و آن را با نماد ρ (رو) نشان می‌دهند و از رابطه {\displaystyle \rho ={\frac {m}{V}}\,} به دست می‌آید؛ که ρ چگالی، m جرم جسم، و V حجم جسم است.
در برخی موارد (به عنوان مثال، در صنعت نفت و گاز ایالات متحده)، چگالی به‌طور ضعیف به عنوان وزن آن در واحد حجم تعریف می‌شود، اگرچه این از نظر علمی نادرست است (چراکه جرم با سرعت و وزن با جاذبه تغییر می‌کند) که این کمیت به‌طور خاص وزن مخصوص نامیده می‌شود.
چگالی یک ماده با تغییر دما و فشار تغییر می‌کند. این تغییرات معمولاً برای جامدها و مایع‌ها کوچک بوده ولی برای گازها بسیار بزرگ است. افزایش فشار بر روی یک جسم باعث کاهش حجم آن شده و در نتیجه باعث افزایش چگالی می‌شود. افزایش دمای یک ماده باعث افزایش حجم (به جز در چند مورد استثنا) و در نتیجه کاهش چگالی آن می‌شود. در بسیاری از گرمایش قسمت پایین ظرف به دلیل کاهش چگالی قسمت گرم شده، باعث ایجاد جریان همرفتی از پایین به بالا می‌شود.
معکوس چگالی یک ماده معمولاً حجم مخصوص خوانده می‌شود و معمولاً در ترمودینامیک کاربرد دارد. چگالی یک خاصیت شدتی است چرا که افزایش مقدار یک ماده باعث افزایش جرم آن می‌شود؛ نه چگالی.
چگالی و وزن ویژه تفاوت دارند. چگالی، جرمِ حجم واحد یا جرم ویژه است، اما وزن ویژه، وزنِ حجم واحد است. گاهی برای ساده‌سازی مقایسه چگالی در بین سیستم‌های یکای مختلف، به جای چگالی از «چگالی نسبی» یا «وزن مخصوص» استفاده می‌شود، که برابر نسبت چگالی آن ماده به چگالی یک ماده استاندارد یا مرجع است، که معمولاً «آب» را به عنوان ماده مرجع در نظر می‌گیرند. در نتیجه اگر چگالی نسبی یک ماده کمتر از یک باشد بر روی آب شناور می‌ماند.

## فرمول
چگالی به صورت جرم تقسیم بر حجم به‌دست می‌آید.
{\displaystyle \rho ={\frac {m}{V}}\,}
که در آن  {\displaystyle \rho } (رو) دانسیته یا چگالی است؛ {\displaystyle m} جرم است و {\displaystyle V} حجم است.

## یکاهای رایج
یکای اس‌آی برای چگالی:
- کیلوگرم بر متر مکعب (kg/m³)

سیستم SI یکاهای متری بیرون از اس‌آی:
گرم بر لیتر (g/L) یا گرم بر دسی‌متر مکعب (g/dm³) که از یکاهای هم‌ارز با کیلوگرم بر متر مکعب (kg/m³) هستند و معمولاً در آزمایشگاه استفاده می‌شوند. به عنوان مثال چگالی آب در دمای ۴ درجه سلسیوس، ۱۰۰۰g/L است.
- کیلوگرم بر لیتر (kg/L). آب عموماً چگالی ۱ kg/L دارد، که یکای مناسبی را فراهم می‌سازد.
- کیلوگرم بر دسی‌متر مکعب (kg/dm³)
- گرم بر میلی‌لیتر (g/mL)،
- گرم بر سانتی‌متر مکعب (g/cc یا g/cm³).

این‌ها از نظر عددی برابرند با kg/L (1 kg/L = ۱ kg/dm³۱ g/cm³ = ۱ g/mL).
در یکاهای سفارشی ایالات متحده یا یکاهای امپراتوری، یکاهای چگالی این‌ها را هم شامل می‌شود:
- اونس بر اینچ مکعب (oz/cu in)
- پوند بر اینچ مکعب (lb/cu in)
- پوند بر فوت مکعب (lb/cu ft)
- پوند بر یارد مکعب (lb/cu yd)
- پوند بر گالون (برای آمریکا یا گالون امپراتوری) (lb/gal)
- پوند بر بوشل آمریکا (lb/bu)
- اسلاگ بر فوت مکعب.

### حجم مولی فاز مایع و جامد عناصر

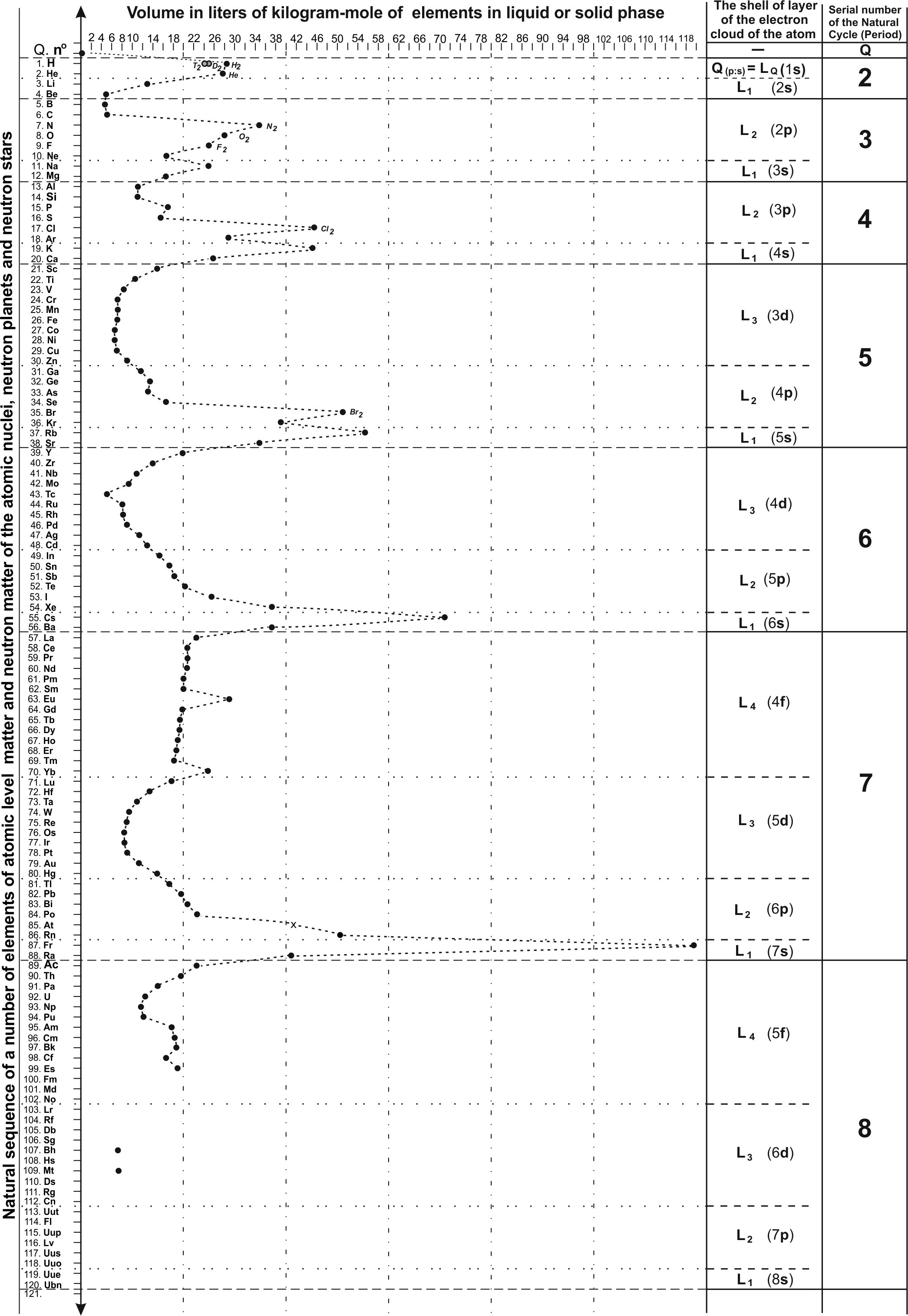
حجم مولی فاز مایع و جامد عناصر

## چگالی‌ها

### مواد گوناگون
| ماده                | ρ (kg/m3) | یادداشت                                                       |
| ------------------- | --------- | ------------------------------------------------------------- |
| هیدروژن             | ۰٫۰۸۹۸    |                                                               |
| هلیوم               | ۰٫۱۷۹     |                                                               |
| آئروگرافیت          | ۰٫۲       | [ note ۲ ] [ ۲ ] [ ۳ ]                                        |
| ریزتورینه فلزی      | ۰٫۹       | [ note ۲ ]                                                    |
| هواژل               | ۱٫۰       | [ note ۲ ]                                                    |
| جو زمین             | ۱٫۲       | در سطح دریا                                                   |
| تنگستن هگزافلوئورید | ۱۲٫۴      | یکی از چگال‌ترین گازهای شناخته شده در شرایط استاندارد          |
| هیدروژن مایع        | ۷۰        | در دمای تقریبی منفی ۲۵۵ °C                                    |
| پلی‌استایرن          | ۷۵        | تقریبی                                                        |
| چوب‌پنبه             | ۲۴۰       | تقریبی                                                        |
| کاج                 | ۳۷۳       | [ ۵ ]                                                         |
| لیتیم               | ۵۳۵       |                                                               |
| چوب                 | ۷۰۰       | Seasoned, typical                                             |
| بلوط                | ۷۱۰       | [ ۵ ]                                                         |
| پتاسیم              | ۸۶۰       | [ ۸ ]                                                         |
| یخ                  | ۹۱۶٫۷     | At temperature < ۰ °C                                         |
| دانه‌های روغنی       | ۹۱۰...۹۳۰ |                                                               |
| سدیم                | ۹۷۰       |                                                               |
| آب (fresh)          | ۱٬۰۰۰     | در دمای ۴ درجه سلسیوس (بالاترین چگالی)                        |
| آب (salt)           | ۱٬۰۳۰     | ۰٫۹٪                                                          |
| اکسیژن مایع         | ۱٬۱۴۱     | At approx. −۲۱۹ °C                                            |
| نایلون              | ۱٬۱۵۰     |                                                               |
| پلاستیک             | ۱٬۱۷۵     | Approx. ; for پلی‌پروپیلن و پلی‌اتیلن ترفتالات/پلی وینیل کلراید |
| تتراکلرواتیلن       | ۱٬۶۲۲     |                                                               |
| منیزیم              | ۱٬۷۴۰     |                                                               |
| بریلیم              | ۱٬۸۵۰     |                                                               |
| گلیسیرین            | ۱٬۲۶۱     | [ ۹ ]                                                         |
| بتن                 | ۲٬۴۰۰     | [ ۱۰ ] [ ۱۱ ]                                                 |
| سیلیسیم             | ۲٬۳۳۰     |                                                               |
| آلومینیم            | ۲٬۷۰۰     |                                                               |
| دی یدو متان         | ۳٬۳۲۵     | در دمای اتاق مایع                                             |
| الماس               | ۳٬۵۰۰     |                                                               |
| تیتانیم             | ۴٬۵۴۰     |                                                               |
| سلنیم               | ۴٬۸۰۰     |                                                               |
| وانادیم             | ۶٬۱۰۰     |                                                               |
| آنتیموان            | ۶٬۶۹۰     |                                                               |
| روی                 | ۷٬۰۰۰     |                                                               |
| کروم                | ۷٬۲۰۰     |                                                               |
| قلع                 | ۷٬۳۱۰     |                                                               |
| منگنز               | ۷٬۳۲۵     | تقریبی                                                        |
| آهن                 | ۷٬۸۷۰     |                                                               |
| نیوبیم              | ۸٬۵۷۰     |                                                               |
| برنج (آلیاژ)        | ۸٬۶۰۰     | [ ۱۱ ]                                                        |
| کادمیم              | ۸٬۶۵۰     |                                                               |
| کبالت               | ۸٬۹۰۰     |                                                               |
| نیکل                | ۸٬۹۰۰     |                                                               |
| مس                  | ۸٬۹۴۰     |                                                               |
| بیسموت              | ۹٬۷۵۰     |                                                               |
| مولیبدن             | ۱۰٬۲۲۰    |                                                               |
| نقره                | ۱۰٬۵۰۰    |                                                               |
| سرب                 | ۱۱٬۳۴۰    |                                                               |
| توریم               | ۱۱٬۷۰۰    |                                                               |
| رودیم               | ۱۲٬۴۱۰    |                                                               |
| جیوه                | ۱۳٬۵۴۶    |                                                               |
| تانتال              | ۱۶٬۶۰۰    |                                                               |
| اورانیم             | ۱۸٬۸۰۰    |                                                               |
| تنگستن              | ۱۹٬۳۰۰    |                                                               |
| طلا                 | ۱۹٬۳۲۰    |                                                               |
| پلوتونیم            | ۱۹٬۸۴۰    |                                                               |
| رنیوم               | ۲۱٬۰۲۰    |                                                               |
| پلاتین              | ۲۱٬۴۵۰    |                                                               |
| ایریدیم             | ۲۲٬۴۲۰    |                                                               |
| اسمیم               | ۲۲٬۵۷۰    |                                                               |
| یادداشت: 1. 2.      |           |                                                               |

### دیگر
| Entity           | ρ (kg/m3)      | یادداشت                                                                              |
| ---------------- | -------------- | ------------------------------------------------------------------------------------ |
| محیط میان‌ستاره‌ای | ۱×۱۰−۱۹        | Assuming 90% H, 10% He; variable T                                                   |
| زمین             | ۵٬۵۱۵          | Mean density.                                                                        |
| هسته درونی       | ۱۳٬۰۰۰         | Approx. , as listed in زمین.                                                         |
| خورشید           | ۳۳٬۰۰۰–۱۶۰٬۰۰۰ | Approx.                                                                              |
| سیاه‌چاله کلان‌جرم | ۹×۱۰۵          | Density of a 4.5-million-solar-mass black hole افق رویداد radius is 13.5 million km. |
| کوتوله سفید      | ۲٫۱×۱۰۹        | Approx.                                                                              |
| هسته اتم         | ۲٫۳×۱۰۱۷       | Does not depend strongly on size of nucleus                                          |
| ستاره نوترونی    | ۱×۱۰۱۸         |                                                                                      |
| سیاه‌چاله         | ۱×۱۰۱۸         | Density of a 4-solar-mass black hole افق رویداد radius is 12 km.                     |

### آب
| دما. (°C)   | Density (kg/m3) |
| ----------- | --------------- |
| −۳۰         | ۹۸۳٫۸۵۴         |
| −۲۰         | ۹۹۳٫۵۴۷         |
| −۱۰         | ۹۹۸٫۱۱۷         |
| ۰           | ۹۹۹٫۸۳۹۵        |
| ۴           | ۹۹۹٫۹۷۲۰        |
| ۱۰          | ۹۹۹٫۷۰۲۶        |
| ۱۵          | ۹۹۹٫۱۰۲۶        |
| ۲۰          | ۹۹۸٫۲۰۷۱        |
| ۲۲          | ۹۹۷٫۷۷۳۵        |
| ۲۵          | ۹۹۷٫۰۴۷۹        |
| ۳۰          | ۹۹۵٫۶۵۰۲        |
| ۴۰          | ۹۹۲٫۲           |
| ۶۰          | ۹۸۳٫۲           |
| ۸۰          | ۹۷۱٫۸           |
| ۱۰۰         | ۹۵۸٫۴           |
| یادداشت: 1. |                 |

### هوا

Air density vs. temperature

| T (°C) | ρ (kg/m3) |
| ------ | --------- |
| −۲۵    | ۱٫۴۲۳     |
| −۲۰    | ۱٫۳۹۵     |
| −۱۵    | ۱٫۳۶۸     |
| −۱۰    | ۱٫۳۴۲     |
| −۵     | ۱٫۳۱۶     |
| ۰      | ۱٫۲۹۳     |
| ۵      | ۱٫۲۶۹     |
| ۱۰     | ۱٫۲۴۷     |
| ۱۵     | ۱٫۲۲۵     |
| ۲۰     | ۱٫۲۰۴     |
| ۲۵     | ۱٫۱۸۴     |
| ۳۰     | ۱٫۱۶۴     |
| ۳۵     | ۱٫۱۴۶     |